# Eumaniraptora
 Eumaniraptora  es un clado de dinosaurios terópodos maniraptores característicos del Cretácico inferior (hace aproximadamente 137 millones de años, en el Hauteriviense) y continua hasta el presente en la forma de las aves, teniendo distribución mundial.

## Historia
Apareció por primera vez en un resumen publicado por Padian, et al. en 1997, y fue definido en el trabajo final publicado en 1999 y que se diferencia de paraves en su contenido taxonómico.

## Sinapomorfías
Los Eumaniraptora son los terópodos cuyo hueso púbico ha migrado hacia atrás. Han adquirido esta característica independientemente de los dinosaurios ornitisquios (que ya la poseían antes). Es, pues, un fenómeno de convergencia evolutiva, de hecho Ornitischia significa «cadera de ave», pero los Eumaniraptora (clado que incluye a las aves) no son ornitisquios sino saurisquios. Otra sinapomorfía de los Eumaniraptora reside en las proporciones de las extremedidades delanteras: el antebrazo es más largo que el brazo.

## Sistemática
Eumaniraptora es el clado menos inclusivo que contiene a Passer domesticus (Linneo, 1758) y a Deinonychus antirrhopus (Ostrom, 1969). Son el deinonico neornithes su ancestro común y todos sus descendientes.